# 国際文化理容美容専門学校国分寺校
国際文化理容美容専門学校国分寺校（こくさいぶんかりようびようせんもんがっこう こくぶんじこう）は、東京都国分寺市にある私立専修学校。運営母体は、学校法人国際文化学園。1956年（昭和31年）開校。

## 所在地
東京都国分寺市南町3-22-14

## 交通アクセス
「国分寺駅」／徒歩2分　JR中央線・西武国分寺線・多摩湖線

## 設置学科
昼間課程　美容科
昼間課程　理容科
通信課程　美容科
通信課程　理容科
通信修得者課程　理容科

## 沿革
- 昭和28年（1953）3月　東京都渋谷区円山町24-8 に 「国際文化理容美容学校」（以下渋谷校） を設立し、初代校長に武市素以子就任する
- 昭和28年（1953）9月　厚生大臣（現 厚生労働大臣）の指定を受ける　昭和31年（1956） 12月 東京都北多摩郡国分寺町花沢2700 番地に 「第二国際文化理容美容学校」（以下国分寺校） を設立し 設立許可される武市素以子 校長を兼任する
- 昭和32年（1957）3月　国分寺校 厚生大臣（現 厚生労働大臣）の 指定を受ける
- 昭和41年（1966）8月　渋谷校／国分寺校 校長に武市猛雄就任する
- 昭和43年（1968）7月　渋谷校の設置者を 学校法人 国際文化学園に変更し理事長に武市猛雄就任する
- 昭和44年（1969）4月　渋谷校／国分寺校 校長に武市昌子就任する
- 昭和51年（1976）2月　国分寺校の設置者を 学校法人 国際文化学園に変更する
- 昭和52年（1977）1月　国分寺校 学校教育法一部改正に伴って専修学校の許可を受け 「第二国際文化理容美容専門学校」に校名変更する
- 昭和52年（1977）10月　渋谷校 学校教育法一部改正に伴って 専修学校の許可を受け「国際文化理容美容専門学校」に校名変更する
- 平成5年（1993）8月　渋谷校1号館竣工
- 平成6年（1994）11月　武市昌子校長 教育功労者として『勲五等瑞宝章』を叙勲される
- 平成6年（1994）12月　理事長に武市昌子校長が就任する
- 平成8年（1996）8月　「武市猛雄記念奨学基金」を制定する
- 平成10年（1998）4月　理容師法・美容師法の一部改正に伴い 昼間課程「2年制」が始まる
- 平成10年（1998）7月　渋谷校３号館竣工
- 平成11年（1999）3月　渋谷校２号館竣工
- 平成12年（2000）2月　東京国際フォーラムにてミレニアムイベント「KOKUSAIBUNKA」開催
- 平成12年（2000）8月　国分寺校新校舎竣工
- 平成14年（2002）2月　国際文化理容美容専門学校を「国際文化理容美容専門学校渋谷校」に第二国際文化理容美容専門学校を「国際文化理容美容専門学校国分寺校」に校名変更する。理事長に平野徹就任する
- 平成16年（2004）9月　第1回 武市昌子杯 振袖留袖着付技術選手権（現 武市昌子杯 振袖留袖花嫁着付技術選手権）を開催
- 平成17年（2005）2月　渋谷校６号館竣工
- 平成17年（2005）4月　国分寺校増築棟竣工
- 平成18年（2006）1月　渋谷校７号館竣工
- 平成19年（2007）8月　渋谷校校長に荘司礼子、国分寺校校長に鈴木 隆 就任する
- 平成20年（2008）3月　渋谷校８号館竣工
- 平成25年（2013）5月　学園創立60周年を迎える
- 平成26年（2014）7月　渋谷校１号館増築棟竣工
- 平成27年（2015）4月　国分寺校校長に荘司礼子就任する
- 令和5年（2023）4月　校是「つくす心」を通じての技術教育に専念している
- 令和5年（2023）5月　学園創立70周年を迎える
- 令和5年（2023）5月　創立70周年記念 十二單お服上げ公演「十二單~襲ねの美」開催
- 令和5年（2023）7月  荘司礼子校長が理事長に就任（以下理事長）
- 令和5年（2023）11月 荘司礼子理事長が「卓越した技能者（通称・現代の名工）」を受賞
- 令和6年（2024）3月　校是である「つくす心」を通じての技術教育に専念している

## 取得できる資格（または卒業後取得）
美容師
理容師
日本ヘアカラー協会　JHCAヘアカラリスト検定（シングルスター・ダブルスター）
日本ネイリスト検定試験センター　JNECネイリスト技能検定（3級・2級）
日本ネイリスト協会　JNAジェルネイル技能検定（初級・中級）・ネイルサロン衛生管理士
日本メイクアップ連盟　メイクアップ検定（3級・2級）
CIDESCOインターナショナル・エステティシャン
日本エステティック協会（認定上級エステティシャン・認定エステティシャン・認定フェイシャルエステティシャン・認定ボディエステティシャン）
色彩検定協会　AFT色彩検定
東京商工会議所　カラーコーディネーター検定
日本エチケットプロトコール協会認定コース
フランス理美容連盟技術芸術院　FNCF認定ヴィザジスト

## 協力機関・団体
SASSOON ACADEM　サスーンアカデミー（ロンドン／イギリス）
INTERCOIFFURE MONDIAL / ICD JAPAN　インターコワフュール モンディアル
CIDESCO Comite International d'Esthetiqueet de Cosmetologie　シデスコ　国際委員会（チューリッヒ／スイス）
JHCA 日本ヘアカラー協会
KDU 学校法人 神奈川歯科大学　神奈川歯科大学／神奈川歯科大学短期大学部／東京歯科衛生専門学校
SAINT LOUIS UNION ACADEMIE ECOLE PRIVEE DE COIFFURE　サンルイ インターナショナル（パリ／フランス）
ajesthe 日本エステティック協会
MSOJ 日本メイクアップ連盟
FNCF CLUB ARTISTIQUE　フランス理美容連盟技術芸術院
国際有職故実学会
JNA 日本ネイリスト協会
GIORGIFONT LES ECOLES DES METIERS DE LA BEAUTE　ジョジフォン スクール（モンペリエ／フランス）
日本エチケット　プロトコール協会